# Pod Bełzowem
Pod Bełzowem – część wsi Boszczynek w Polsce, położona w województwie świętokrzyskim, w powiecie kazimierskim, w gminie Skalbmierz.
W latach 1975–1998 Pod Bełzowem administracyjnie należało do województwa kieleckiego.